# Hemonia schistaceoalba
Hemonia schistaceoalba là một loài bướm đêm thuộc phân họ Arctiinae, họ Erebidae.